# (12646) Avercamp
(12646) Avercamp ist ein Asteroid des mittleren Hauptgürtels. Er wurde am 25. September 1973 von dem niederländischen Astronomenehepaar Cornelis Johannes van Houten und Ingrid van Houten-Groeneveld entdeckt. Die Entdeckung geschah im Rahmen der 2. Trojaner-Durchmusterung, bei der von Tom Gehrels mit dem 120-cm-Oschin-Schmidt-Teleskop des Palomar-Observatoriums aufgenommene Feldplatten an der Universität Leiden durchmustert wurden, 13 Jahre nach Beginn des Palomar-Leiden-Surveys.
Der Asteroid wurde nach dem niederländischen Maler Hendrick Avercamp (1585–1634) benannt. Die Benennung erfolgte am 14. November 2016 auf Vorschlag von Willem Fröger, einem niederländischen Astronomen, der in Argentinien arbeitet.